# Жидрунас Савіцкас
Жидрунас Савіцкас (лит. Žydrūnas Savickas) — литовський спортсмен-важкоатлет, паверліфтер і «Найсильніша людина планети», «Найсильніша людина світу» 2009, 2010, 2012 і 2014 років. Досягнення Савіцкаса занесені в книгу рекордів Гіннесса.

## Біографія
Жидрунас Савіцкас народився в місті Біржай (Литва). З юних років захопився силовими видами спорту.
Один з перших його рекордів у Литві — присідання зі штангою вагою в 400 кг, також — 1000 кг у паверліфтингу.
Савіцкас неодноразово перемагав в турнірах «Найсильніша людина» і «Арнольд Класік»
Ж. Савіцкас на змаганнях WSM-2012 встановив новий світовий рекорд в лог-ліфті — 220 кг.
Один з особистих рекордів Ж. Савіцкаса — метання ваги у висоту однією рукою — 25 кг на 5,2 метра.
У 2009 році Ж. Савіцкас виграв срібну медаль (посів друге місце) на чемпіонаті паверліфтингу в Японії. У 2001 році виграв чемпіонат Литви з паверліфтингу, а через деякий час виграв чемпіонат Литви серії «Найсильніша людина». 2003 року — перемога на турнірі «Арнольд Класік» та титул «Найсильніша людина планети». У 2004 році — друга перемога на цьому турнірі.

## Результати виступів
- Перше місце: World's Strongest Man 2014
- Перше місце: World's Strongest Man 2012
- Перше місце: World's Strongest Man 2010
- Перше місце: World's Strongest Man 2009
- Перше місце: IFSA Strongman Champions League 2008
- Перше місце: IFSA World Strongman Championship 2006
- Перше місце: IFSA World Strongman Championship 2005
- Перше місце: Arnold Strongman Classic 2012
- Перше місце: Arnold Strongman Classic 2010
- Перше місце: Arnold Strongman Classic 2008
- Перше місце: Arnold Strongman Classic 2007
- Перше місце: Arnold Strongman Classic 2006
- Перше місце: Arnold Strongman Classic 2005
- Перше місце: Arnold Strongman Classic 2004
- Перше місце: Arnold Strongman Classic 2003
- Друге місце: World's Strongest Man 2004
- Друге місце: World's Strongest Man 2003
- Друге місце: World's Strongest Man 2002
- Третє місце: IFSA World Strongman Championship 2007